# Planchonella sussu
Planchonella sussu là một loài thực vật có hoa trong họ Hồng xiêm. Loài này được (Engl.) H.J.Lam miêu tả khoa học đầu tiên năm 1932.